# Puchar Polski w piłce nożnej kobiet (2006/2007)
Puchar Polski w piłce nożnej kobiet w sezonie 2006/07

## I runda –18 listopada2006
Nie dopuszczono do rozgrywek klubów: AZS PWSZ Biała Podlaska, Czarni Sosnowiec, Cisy Nałęczów, Atena Poznań i TKKF Stilon Gorzów Wielkopolski w związku z niesportową postawą w poprzednich rozgrywkach.
Kolejarz Łódź – Sokół Kolbuszowa Dolna 2:0

## II runda –17-18 marca2007
Brda Bydgoszcz – AZS Wrocław 0:4 (0-1)
Ziemia Lubińska Czerniec – Unia Racibórz 0:6
Medyk II Konin –  Gol Częstochowa 1:6 (0-2)
Sparta Lubliniec – Zamłynie Radom 1:1, po dogrywce, karne: 0:3
TKKF Gryf Szczecin – Victoria Sianów 2:2, po dogrywce, karne: 4:5 (2-2, 2-2, 2-1)
Górnik Łęczna – Praga Warszawa1:0 (0-0)
Kolejarz Łódź – MUKS Tomaszów Mazowiecki 0:3
Żak Kielce – Medyk Konin 0:8

## Ćwierćfinały –3–6 kwietnia2007
Górnik Łęczna – Victoria Sianów 3:0- walkower
Unia Racibórz  –  AZS Wrocław 1:10 
Zamłynie Radom  – Gol Częstochowa 0:6 (0:2)
MUKS Tomaszów Mazowiecki  – Medyk Konin 0:7

## Półfinały –15–30 maja2007
Górnik Łęczna – Medyk Konin 0:5
Gol Częstochowa  –  AZS Wrocław 1:4 (1:1)

## Finał –9 czerwca2007Kutno
Medyk Konin –  AZS Wrocław 1:3 (0-2)